# Bronzit
A bronzit a hipersztén és az ensztatit ásványok izomorf alakja, ha a vas-oxid (FeO) tartalma 3 térfogat% fölött, de 15 térfogat% alatt van. 
Kémiai képlet: (Mg,Fe2+)2Si2O6.

## Tulajdonságai
Ultrabázikus, kevés szabad kovasavat (SiO2) tartalnazó magma megszilárdulása során keletkezik, mélységi és kiömlési megjelenésben egyaránt. Jellemzően andezit, gabbró, bazalt, norit és dácit kőzetekben található.